# Casă de paiantă

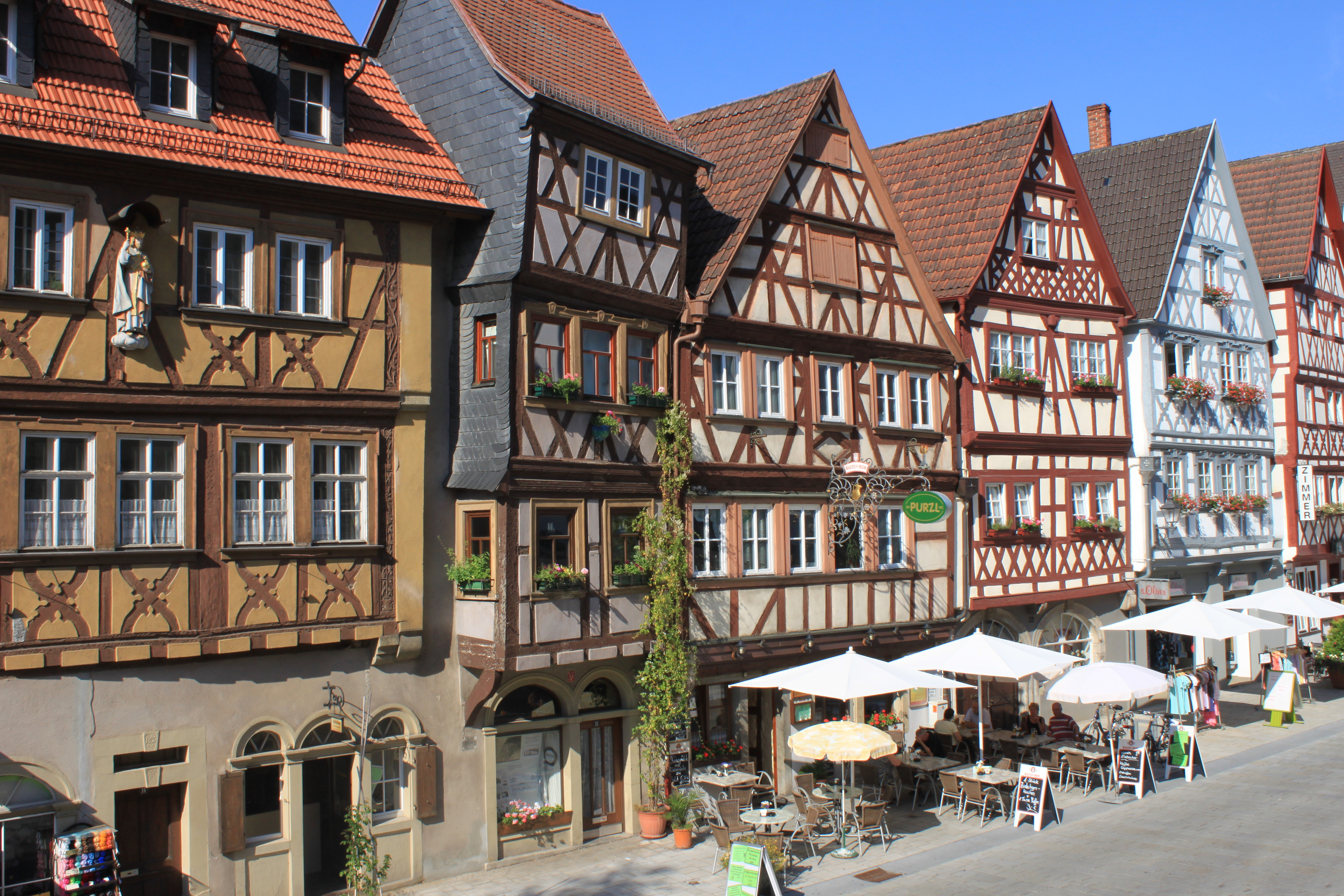
Case de paiantă în Ochsenfurt

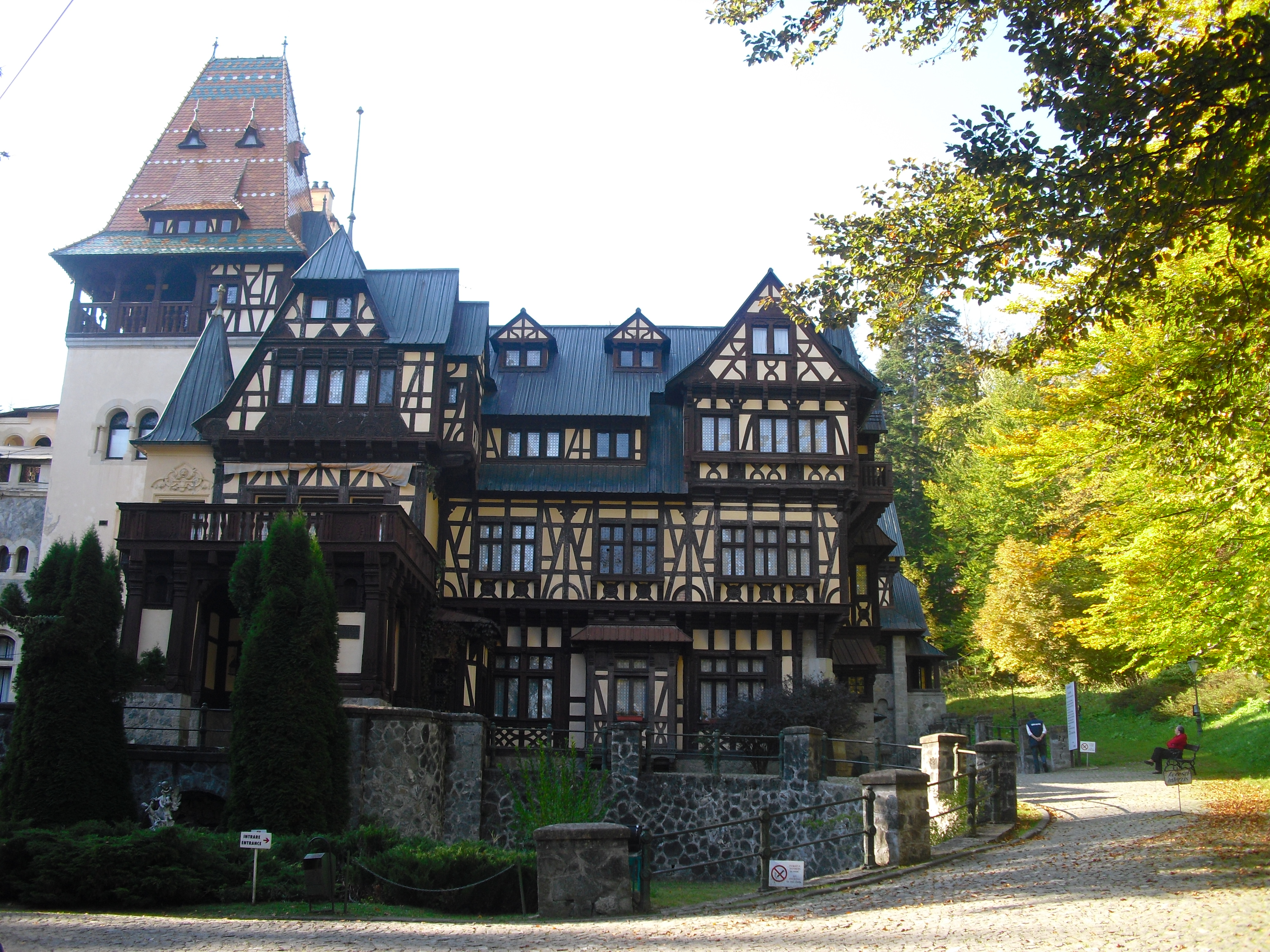
Fațada Castelului Pelișor din Sinaia, în stil casă de paiantă

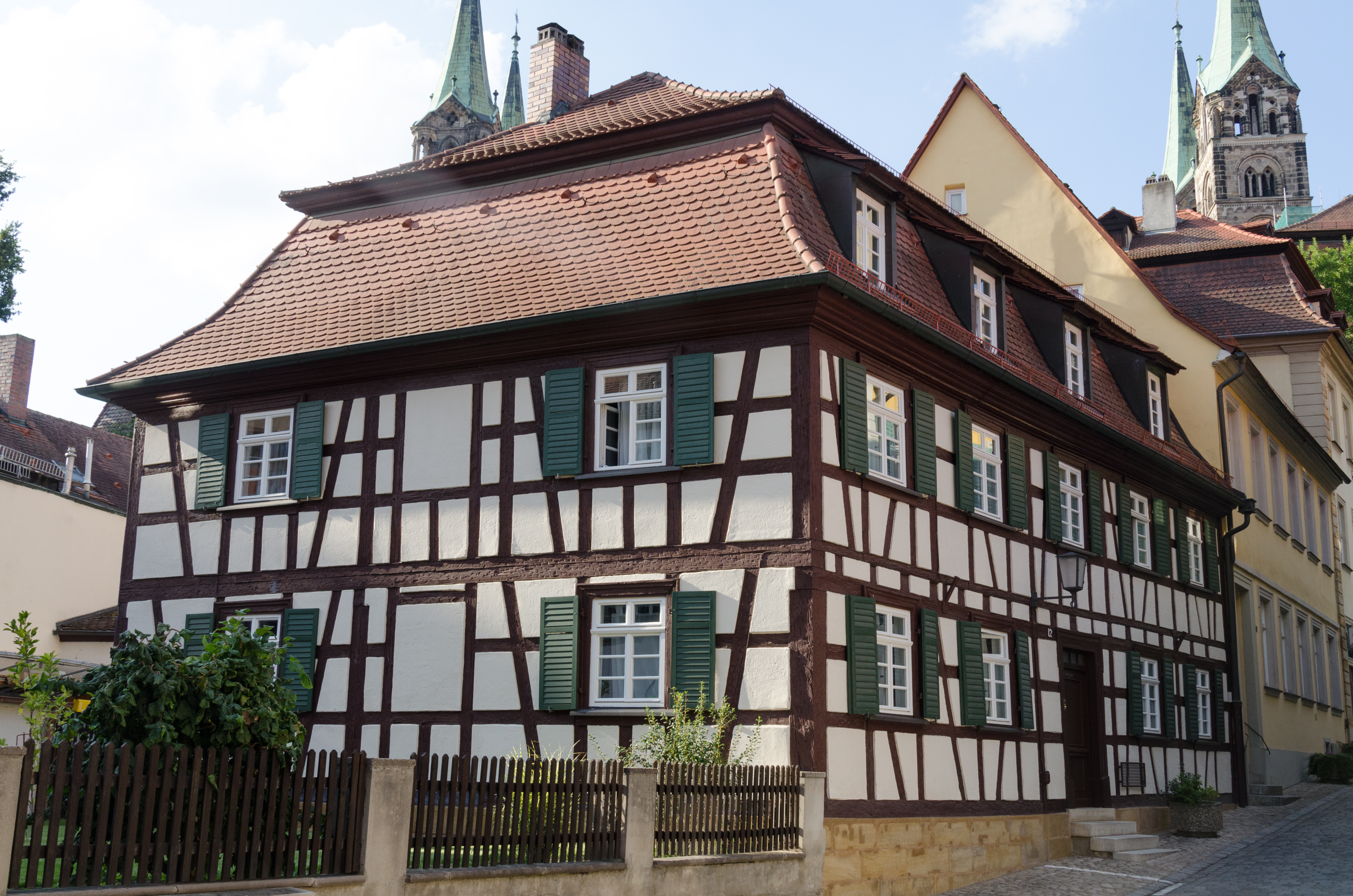
Casă de paiantă în Bamberg

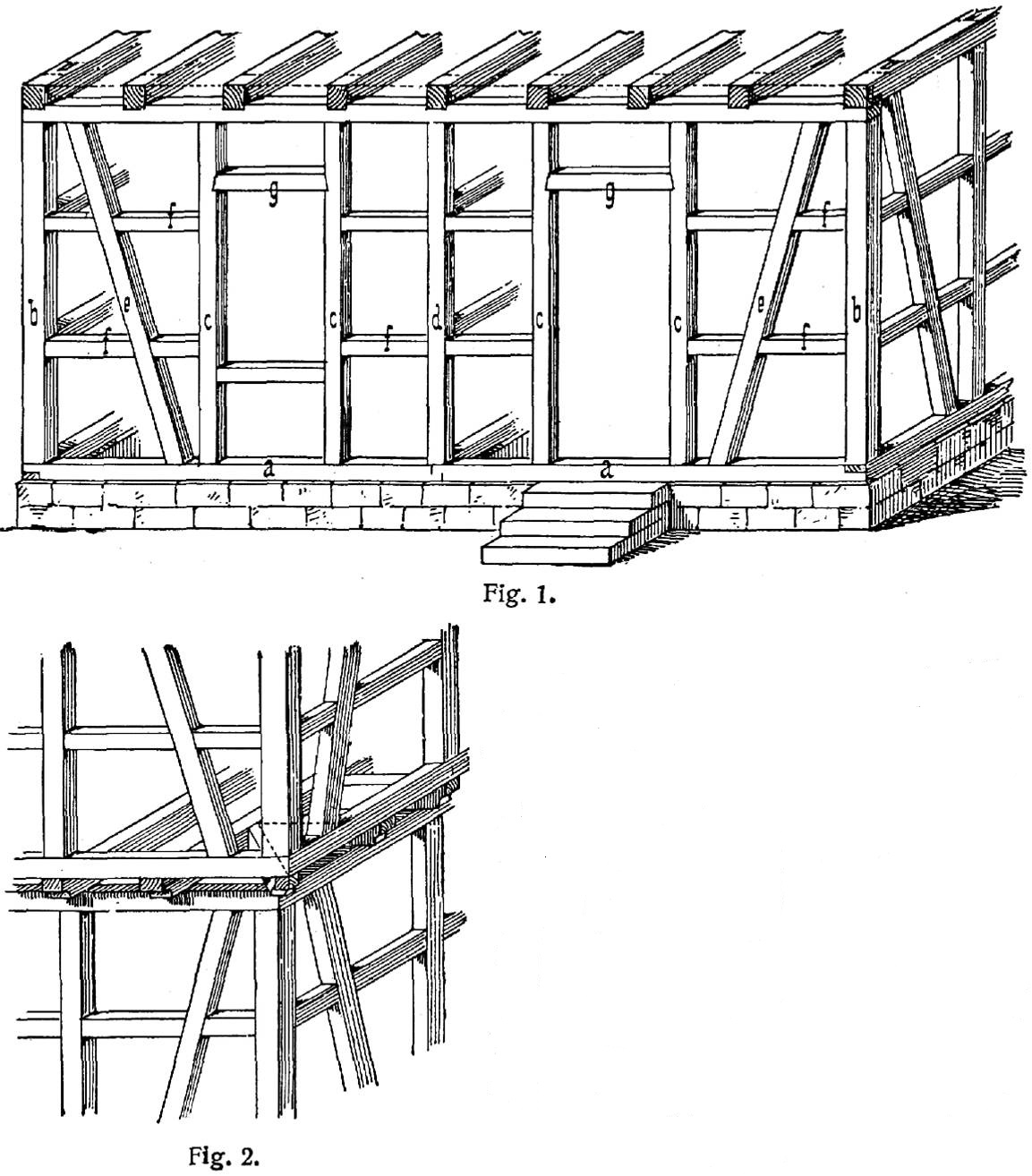
Termeni tehnici după Otto Lueger (1906):
Fig. 1 reprezintă un perete de paiantă standard cu: a) prag de perete, b) stâlp de colț, c) ușorul de fereastră și ușorul de ușă, d) stâlp intermadiar sau de legătură, e) stâlpi înalți de perete, f) traversă, g) buiandrug. Grinda așezată pe stâlpii din față (grinda superioară, de asemenea pană) nu este marcată.
Fig. 2 reprezintă o casă de paiantă, al cărui etaj superior, iese pe toate laturile, sprijinit pe capetele grinzilor ieșite în afară. Grinda de colț întreruptă diagonală și următoarele grinzi întrerupte, sunt în partea interioară unite cu prima grindă de tavan pentru a nu se răsturna din cauza unei suprasarcini.

Casă de paiantă este cea mai cunoscută utilizare a grinzilor de lemn în construcțiile de clădiri din epoca medievală atât în Germania, Austria (în germană Fachwerkhaus), Franța (în franceză Maison à colombages și în mare pare din Elveția unde se numește Riegelhaus. Astfel de case s-au construit și în țările nord europene cât și pe continentul american.
Construcțiile au o structură scheletică din lemn în care spațiile dintre grinzi (în germană Gefach) sunt umplute cu o plasă de nuiele tencuită cu lut sau cu zidărie iar contravântuirea orizontală (de exemplu pentru a rezista la încărcăturile laterale provocate de vânt) se poate face cu ajutorul unor contrafișe montate în unghi față de stâlpi și traverse. Ca lemn de construcție, cu excepția perioadei târzii a acestei metode de construcție, lemnul rotund (bușteanul) a fost fasonat în grinzi cu o secțiune transversală pătrată sau dreptunghiulară, folosindu-se toporul, barda și tesla. Lemnul de construcție a fost îmbinat într-o manieră de tâmplărie, evitând în mare măsură utilizarea elementelor de fixare metalice precum cuie sau șuruburi.

## Construcție

### Proictare
Inițial, dulgherul, care a fost adesea și maestru constructor, trasa direct conturul casei pe terenul destinat construcției, ulterior pe o suprafață din scânduri, în proiecție verticală la scara 1:1.

### Piese componente
Piesele de lemn verticale se numesc stâlpi, coloane sau suporți, cele care sunt ușor înclinate se numesc contrafișe sau proptele, iar cele orizontale se numesc praguri sau talpă (la nivelul podelei), rame, grinzi sau pene. Riglele care au poziție înclinată la un unghi de obicei de 45° pentru stabilizarea transversală, sunt numite contrafișe sau proptele, acestea leagă două piese perpendiculare.) Contrafișele sunt adesea dispuse simetric și sunt destinate să preia forțele laterale.
Lemnele fasonate au de obicei o secțiune transversală de aproximativ 10x10 cm până la aproximativ 18x18 cm.
Părțile de conexiune formează îmbinări din lemn, care sunt de obicei cepuite și securizate cu cuie din lemn. Găurile sunt efectuate ușor decalat, astfel încât cepurile să poată fi extrase din gaura cepului. Cuiele din lemn folosite au un diametru de aproximativ doi centimetri și sunt cu cel puțin doi centimetri mai lungi decât grosimea grinzii, ieșind în afară.

## Materiale de construcție
Pentru construcția caselor de paiantă tipurile de lemn folosite sunt în cea mai mare parte stejarul sau gorunul și bradul în zonele bogate în lemn de conifere, deoarece sunt rezistente la intemperii și rezistă la putregai, cu condiția să se asigure protecția structurală a lemnului.
Pentru umplerea spațiilor (compartimente) există diferite modalități :
- umplutură de argilă cu tencuială de var sau de argilă.
- răchită cu înveliș de lut (lipitură), împletirea este realizată din lemn stabil (vălătuci), precum și nuiele flexibile, de exemplu din lemn de salcie.
- căptușeală cu cărămizi, piatră de carieră sau cărămizi de chirpici și tencuită dacă este necesar.

## Restaurare și reconstrucție
În ultimele decenii, multe case de paiantă au fost restaurate, iar astfel de clădiri acoperite cu tencuială au fost expuse din nou. Cu toate acestea, multe dintre aceste clădiri date din nou la vedere nu au fost planificate inițial ca să fie atractive vizual ci casele de paiantă au fost astfel făcute pur constructiv. Adesea, o clădire reprezentativă din piatră era doar o imitație. Prin spargerea tencuielilor, caracterul casei este foarte distorsionat. Deoarece casele de paiantă sunt privite a fi clădiri tipic romantice din vremuri vechi, astfel de case decopertate ulterior se găsesc adesea, mai ales în zonele turistice, iar case  împodobite cu decorațiuni exagerate (de exemplu, picturi murale cu scene „nostalgice”, zicale pictate, etc.) sunt aici des de observat. În multe orașe și sate vechi, lemnul este încă ascuns în spatele unor straturi groase de tencuială, dar peisajul urban cu tencuială, merită păstrat ca monument crescut istoric.

## Elemente de îmbinare

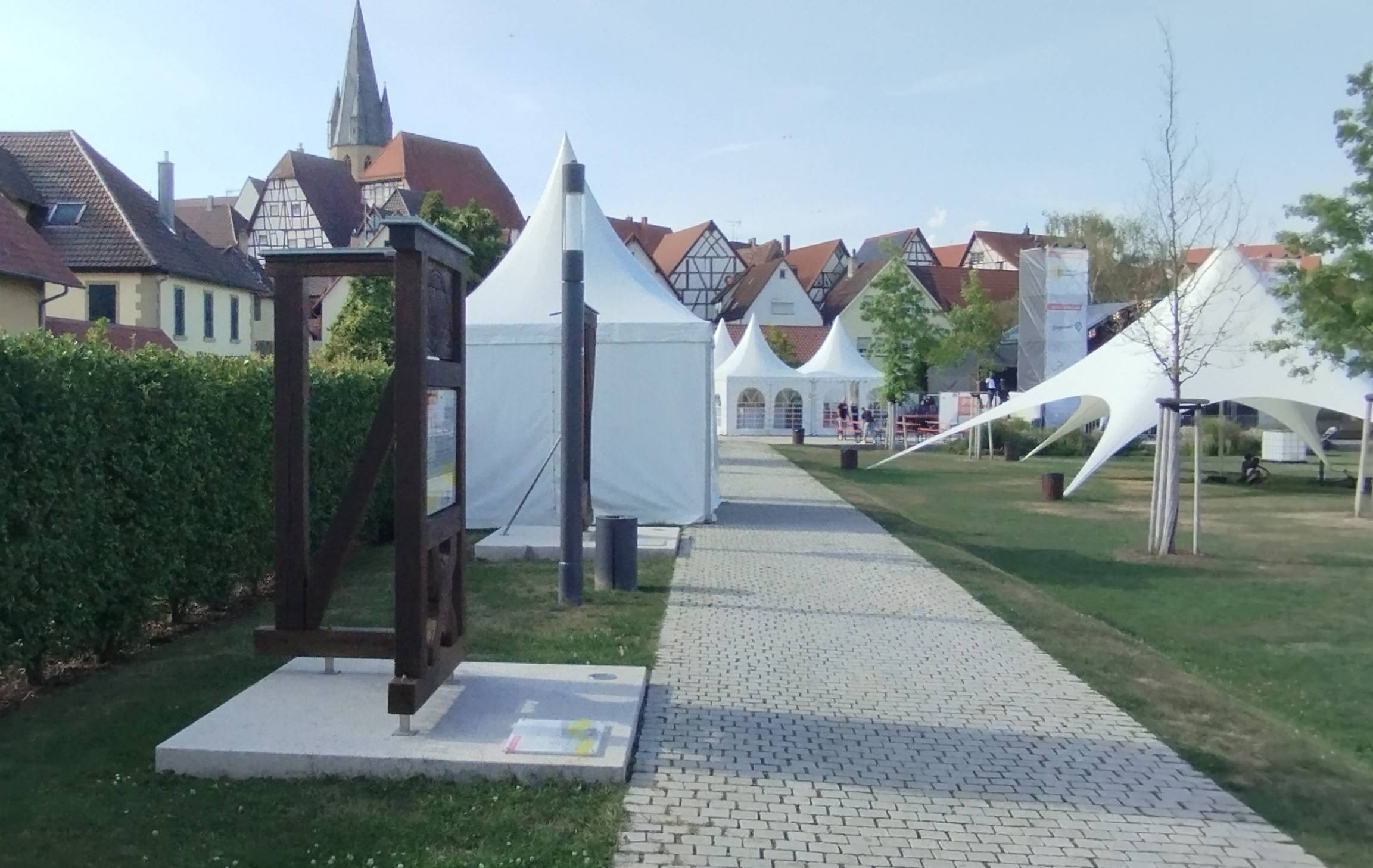
Aleea de paiante în Eppingen
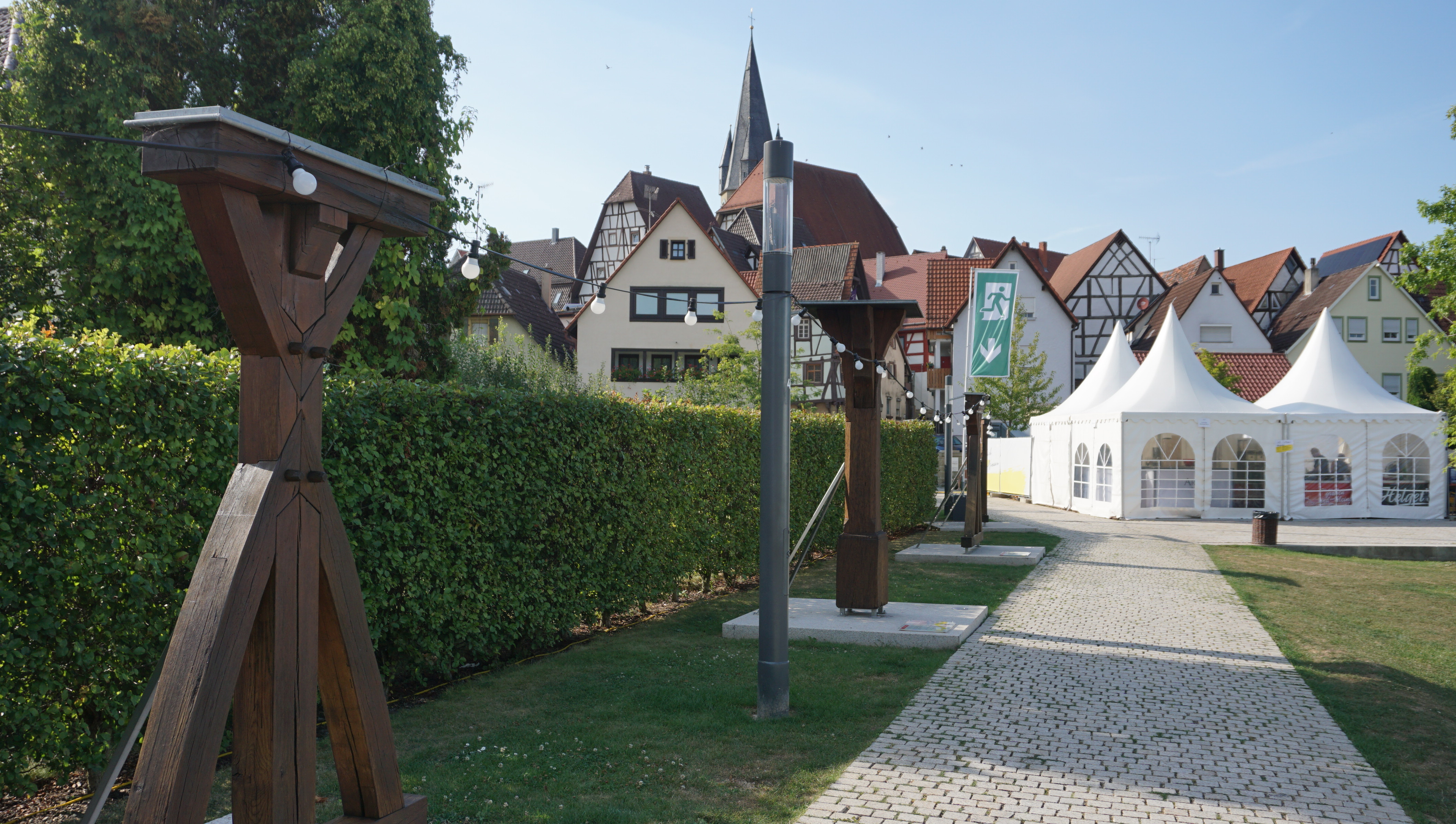
Aleea de paiante în Eppingen

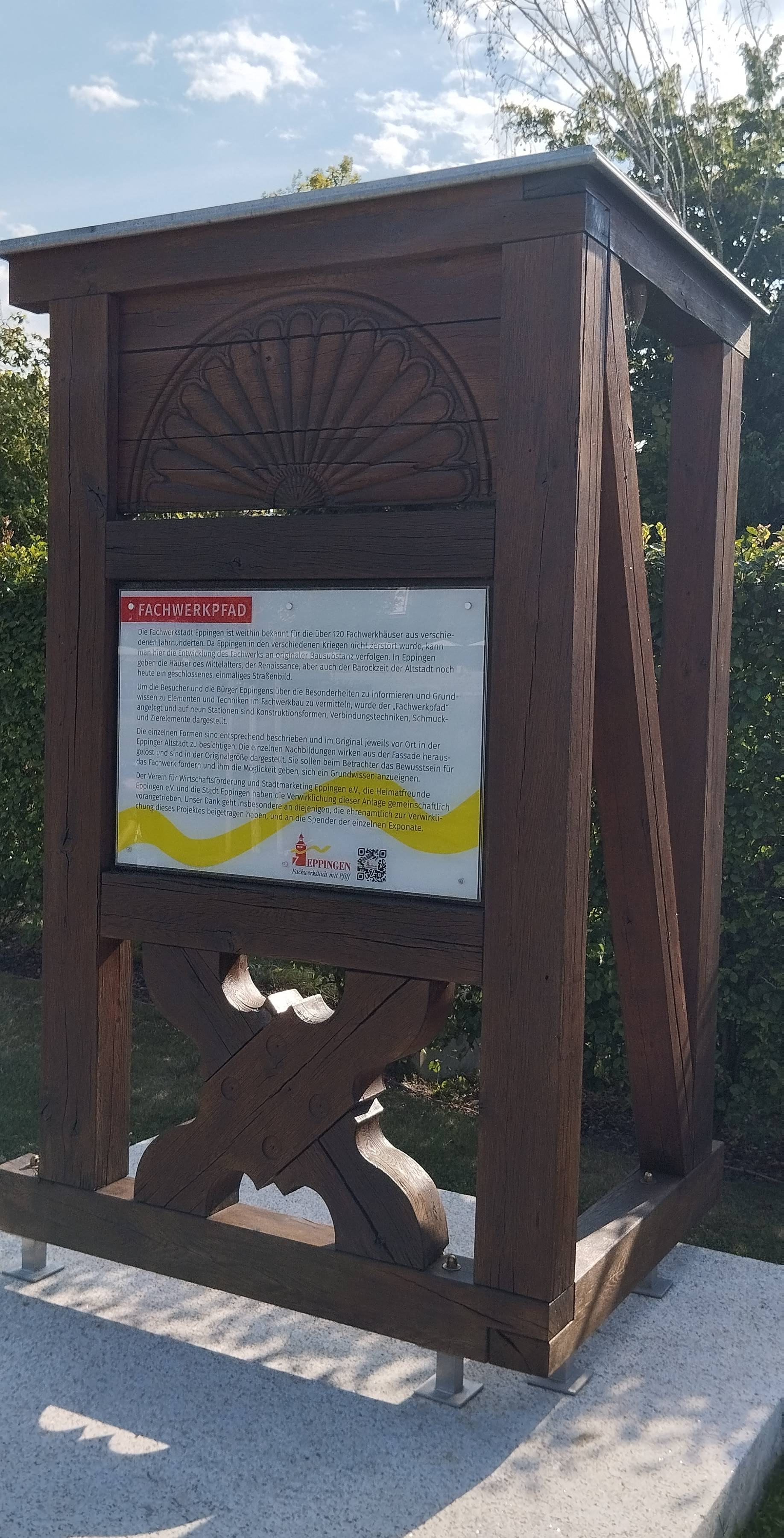
sus: Rozetă evantai ca ornament jos: Crucea Sf. Andrei
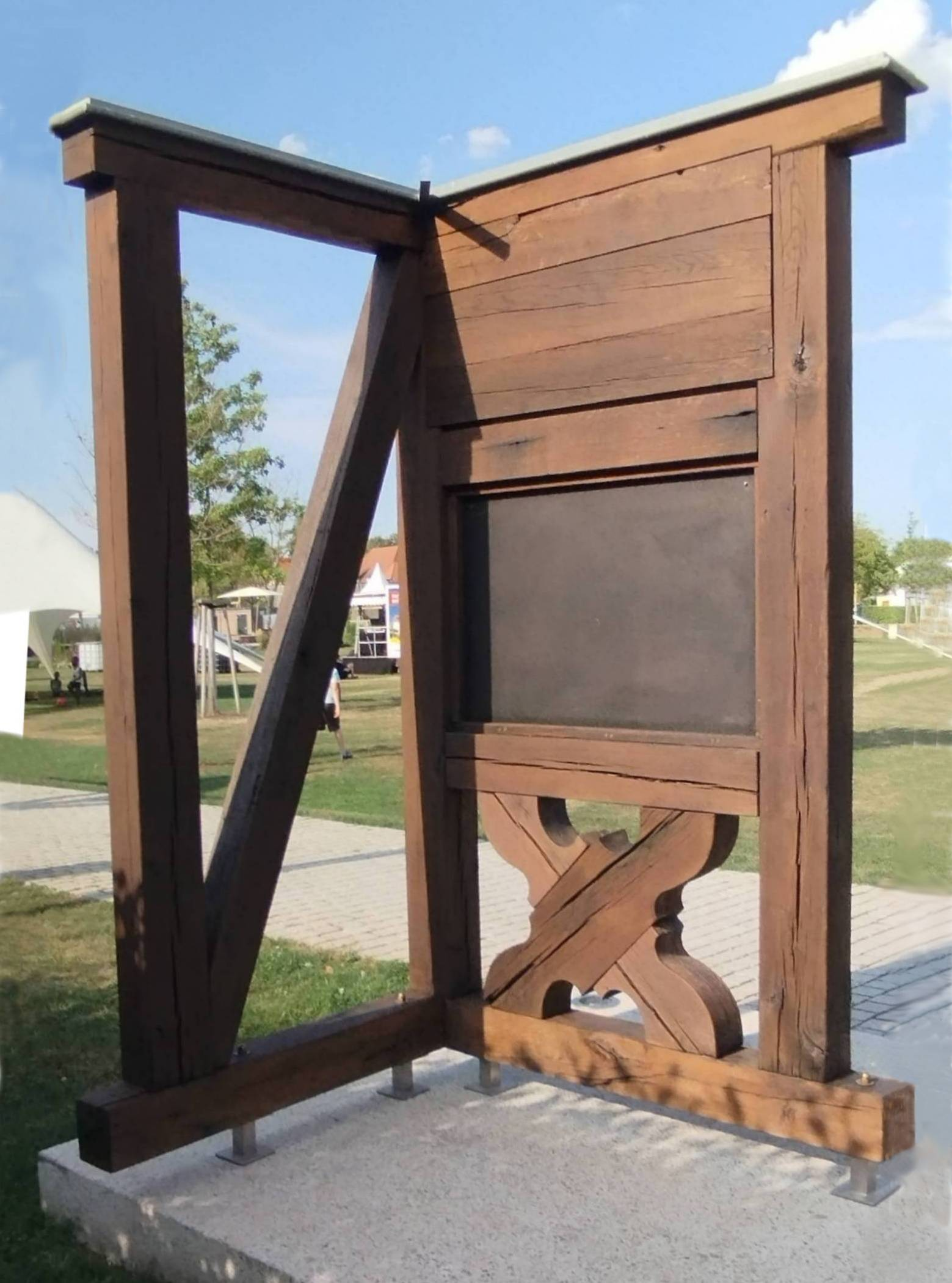
dreapta josː Crucea Sfântului Andrei (paiantă) vedere din spate (dinspre interiorul camerei)
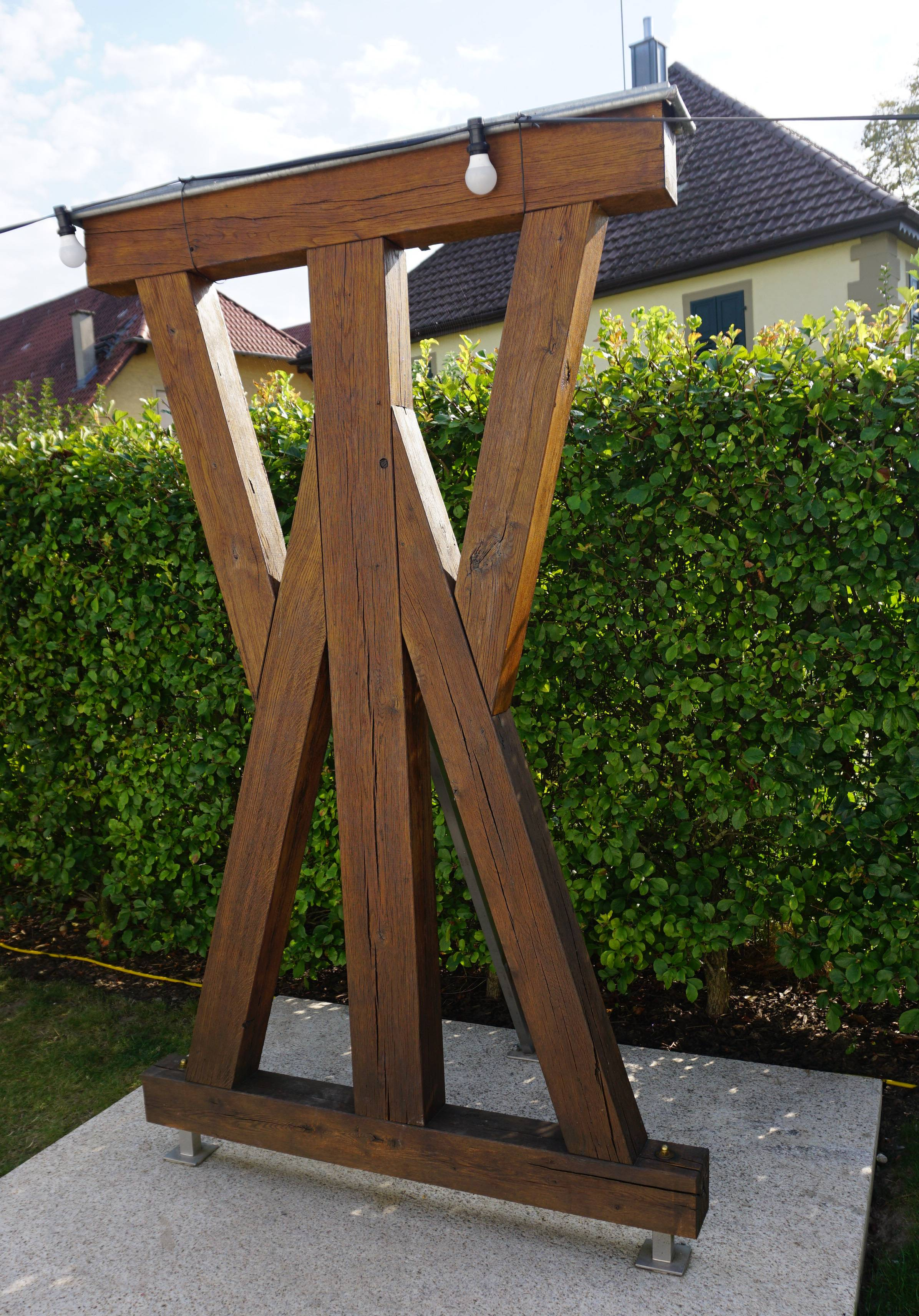
„Bărbat”, figură de paiantă
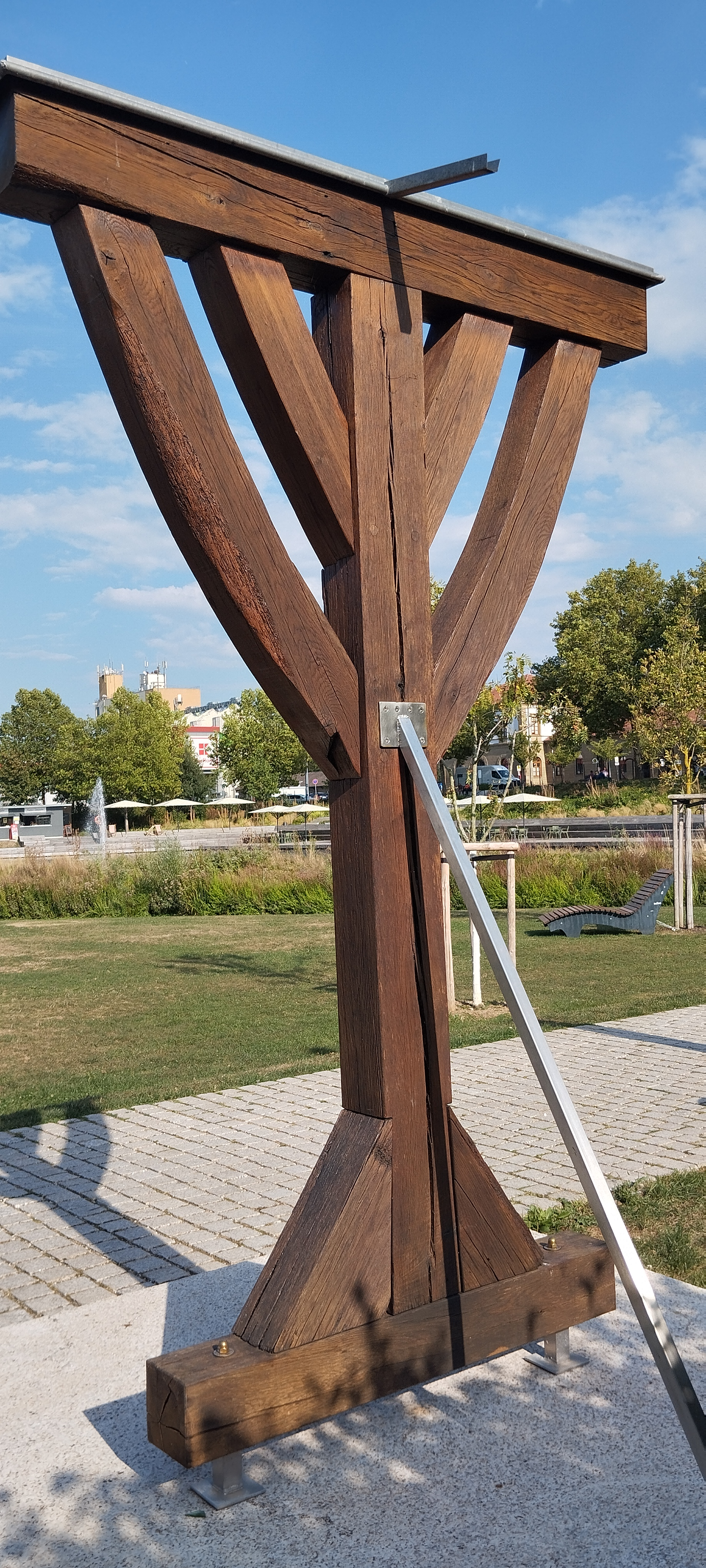
„Pom de Crăciun” figură de paiantă
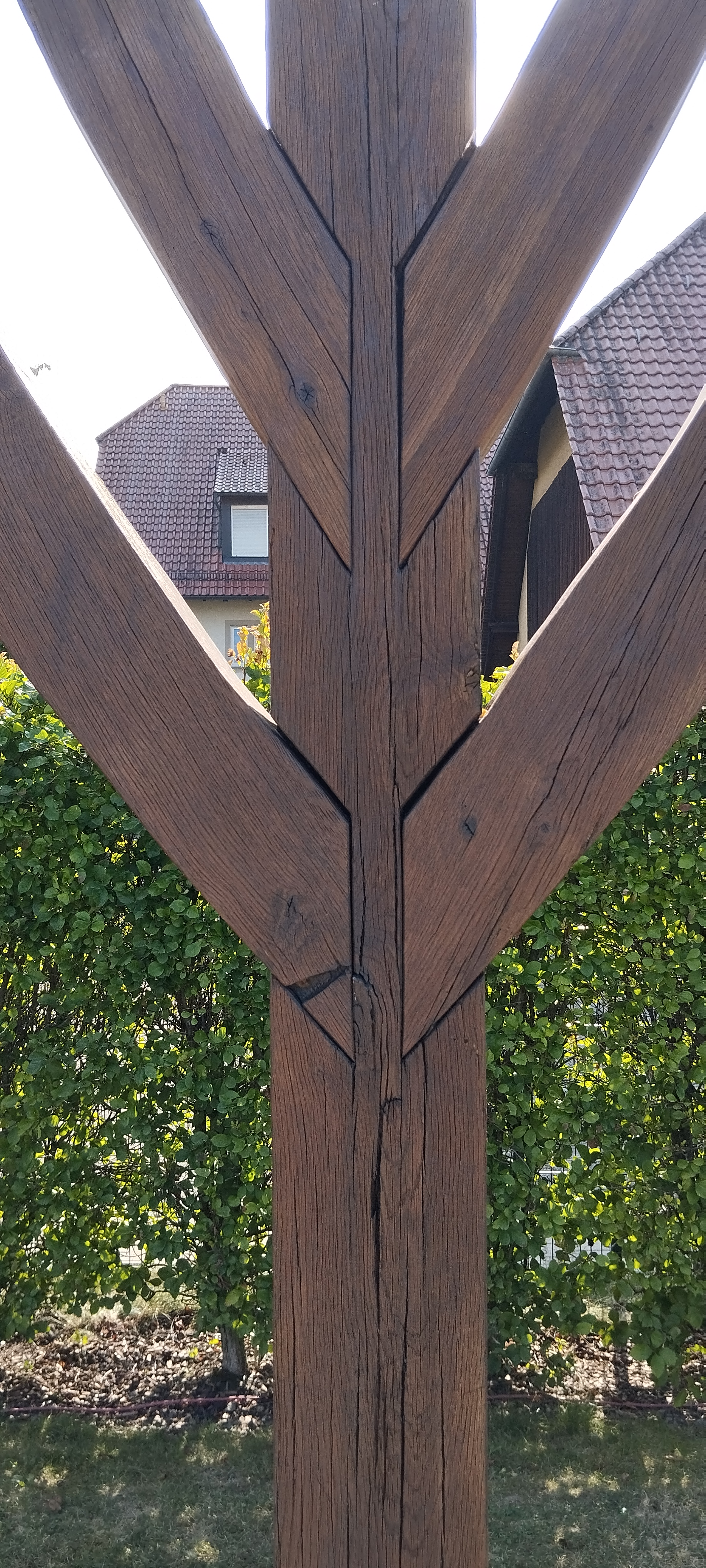
„Pom de Crăciun” (detaliu de îmbinare)
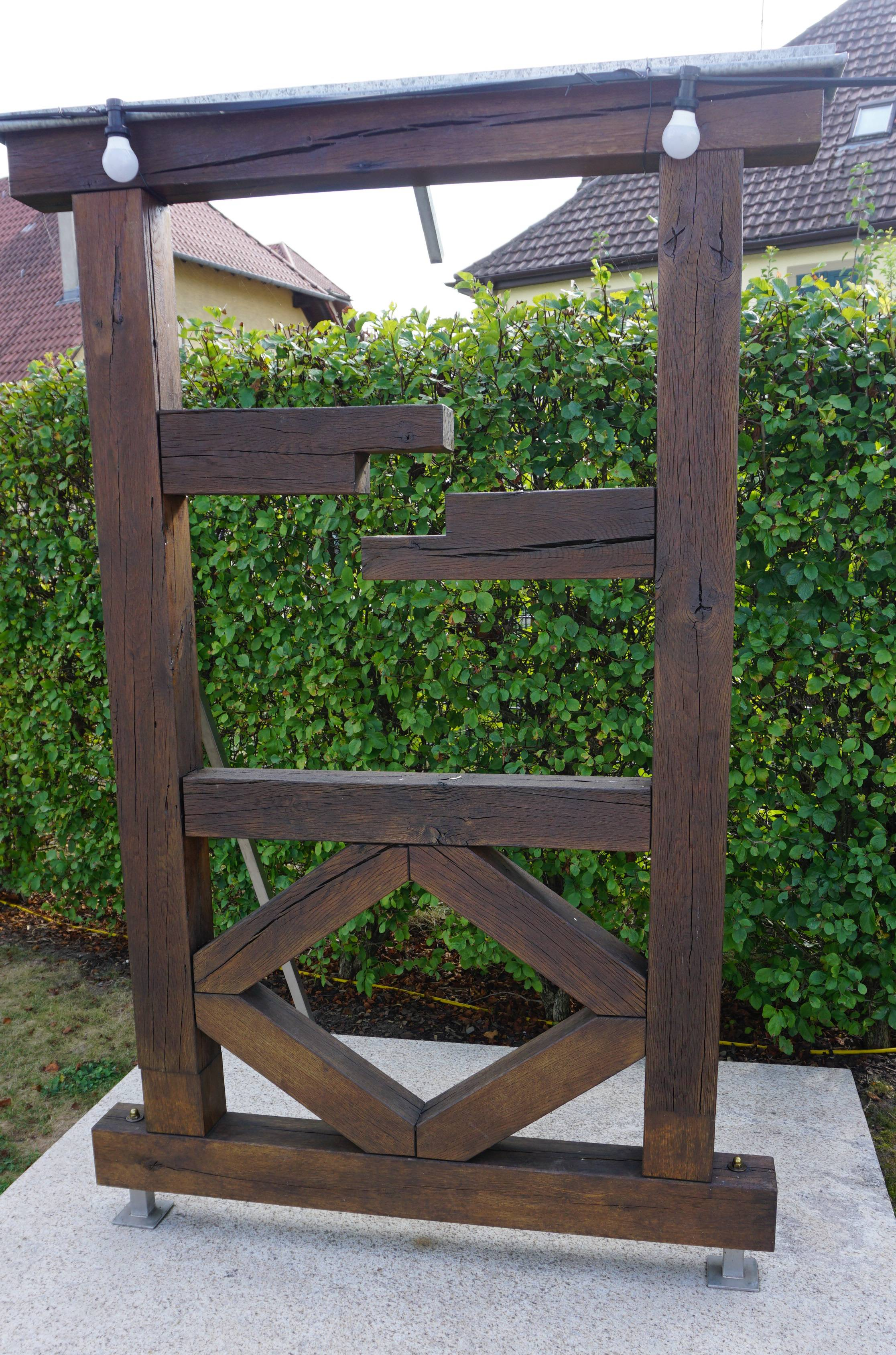
Elementul „romb” în parapet și o schematică „îmbinare prin îmbucare” în partea de sus
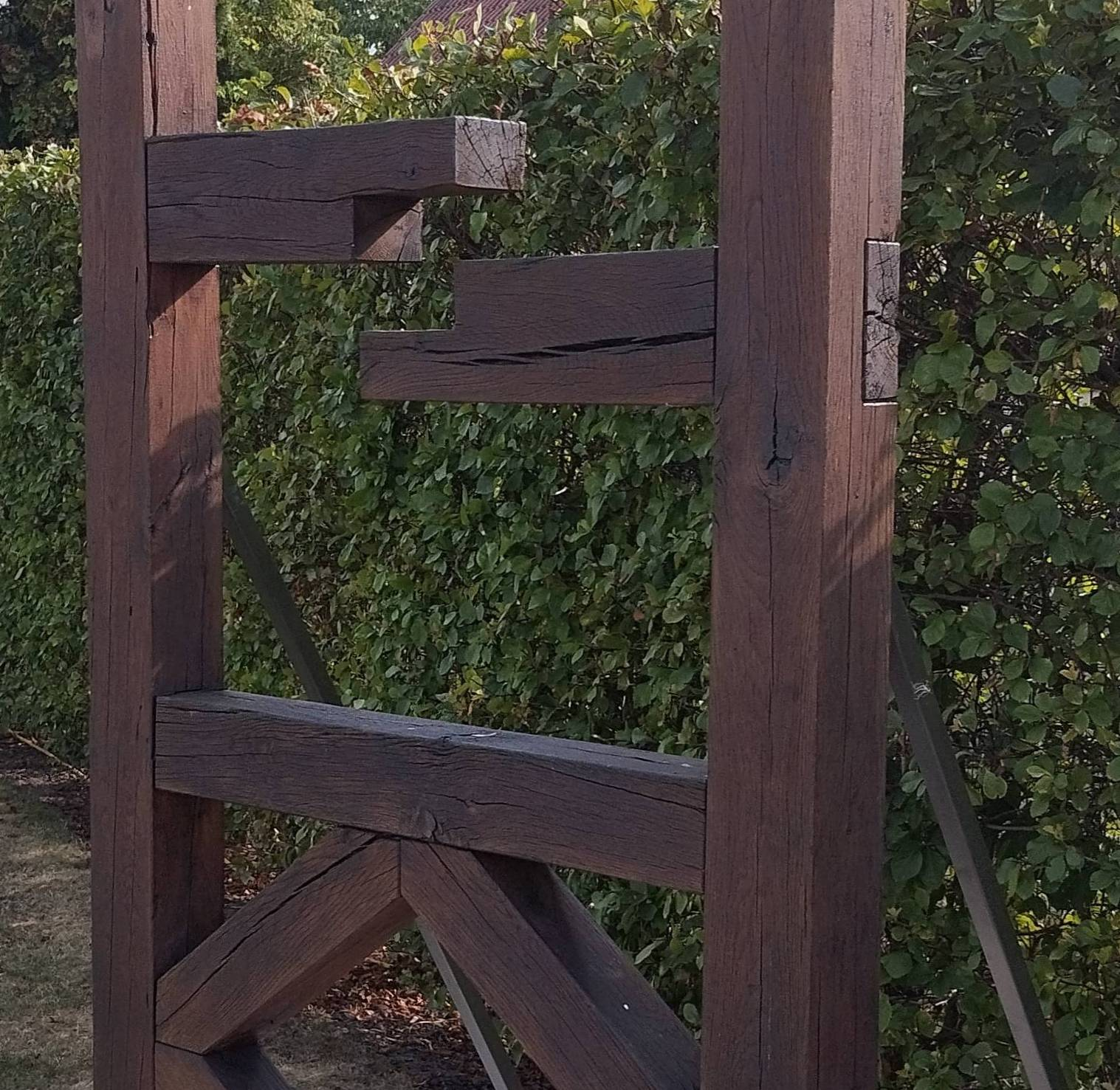
„Îmbinare prin îmbucare” (detaliu)
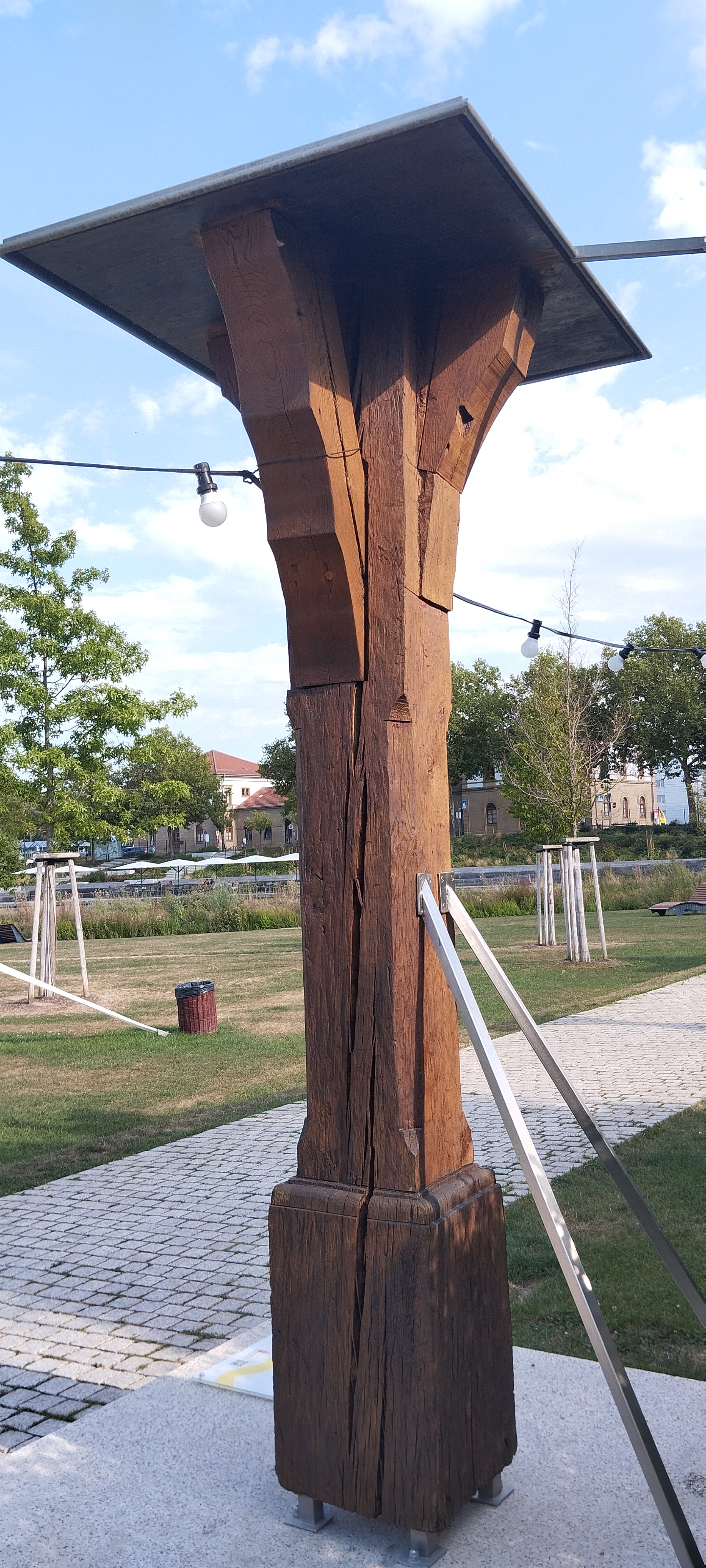
Coloană pentru susținerea tavanului (Alte Universität)
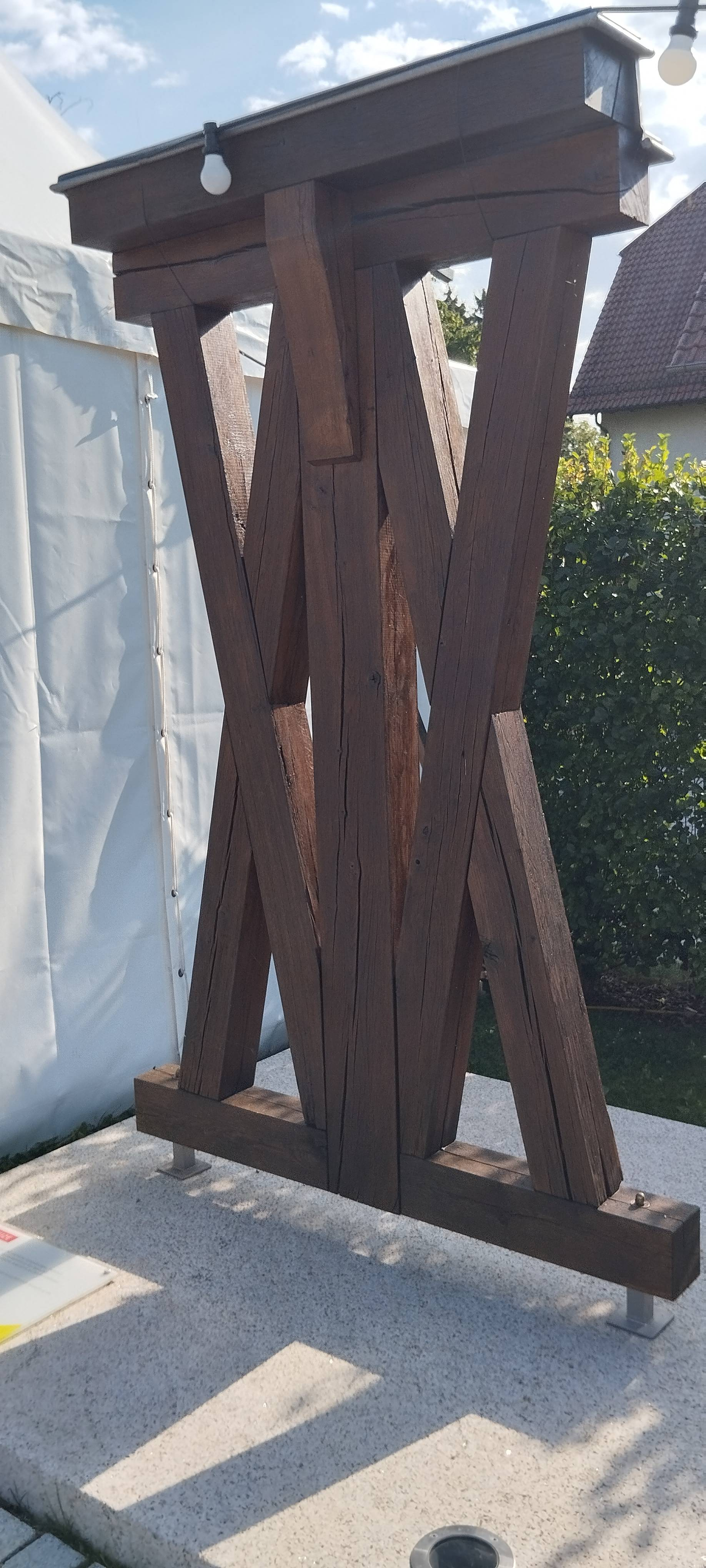
Crucile Sf. Andrei vedere față
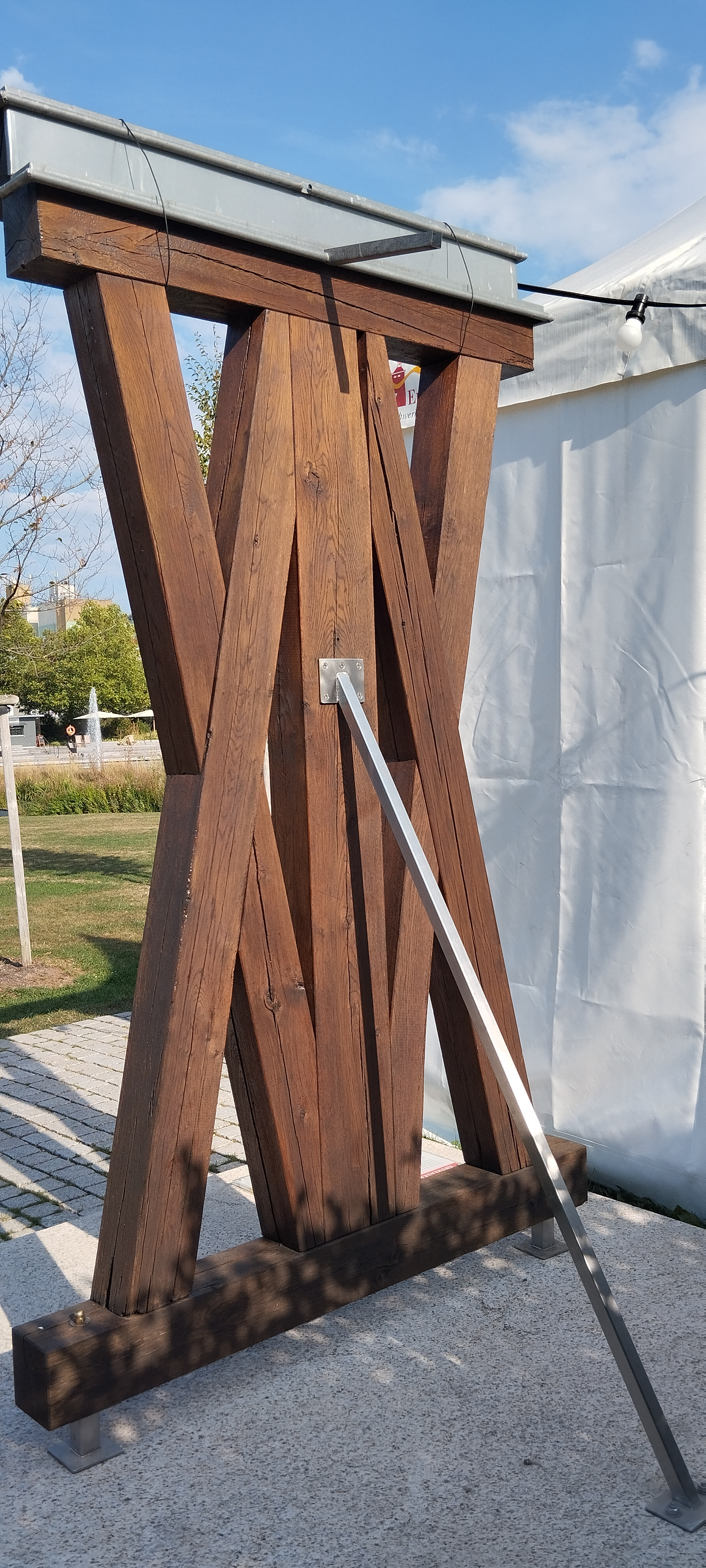
Crucile Sf. Andrei vedere spate
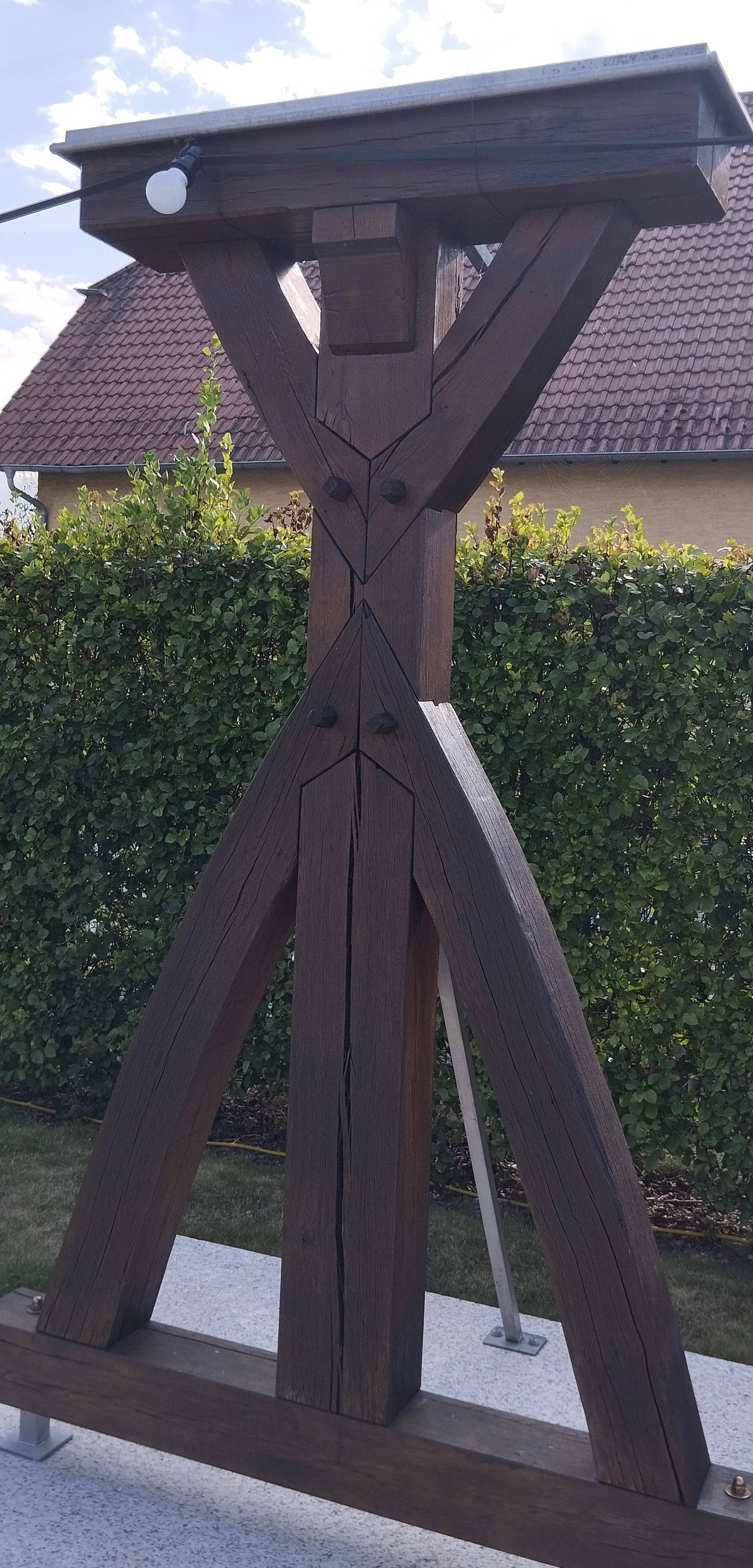
Femeia alamană (vedere față)
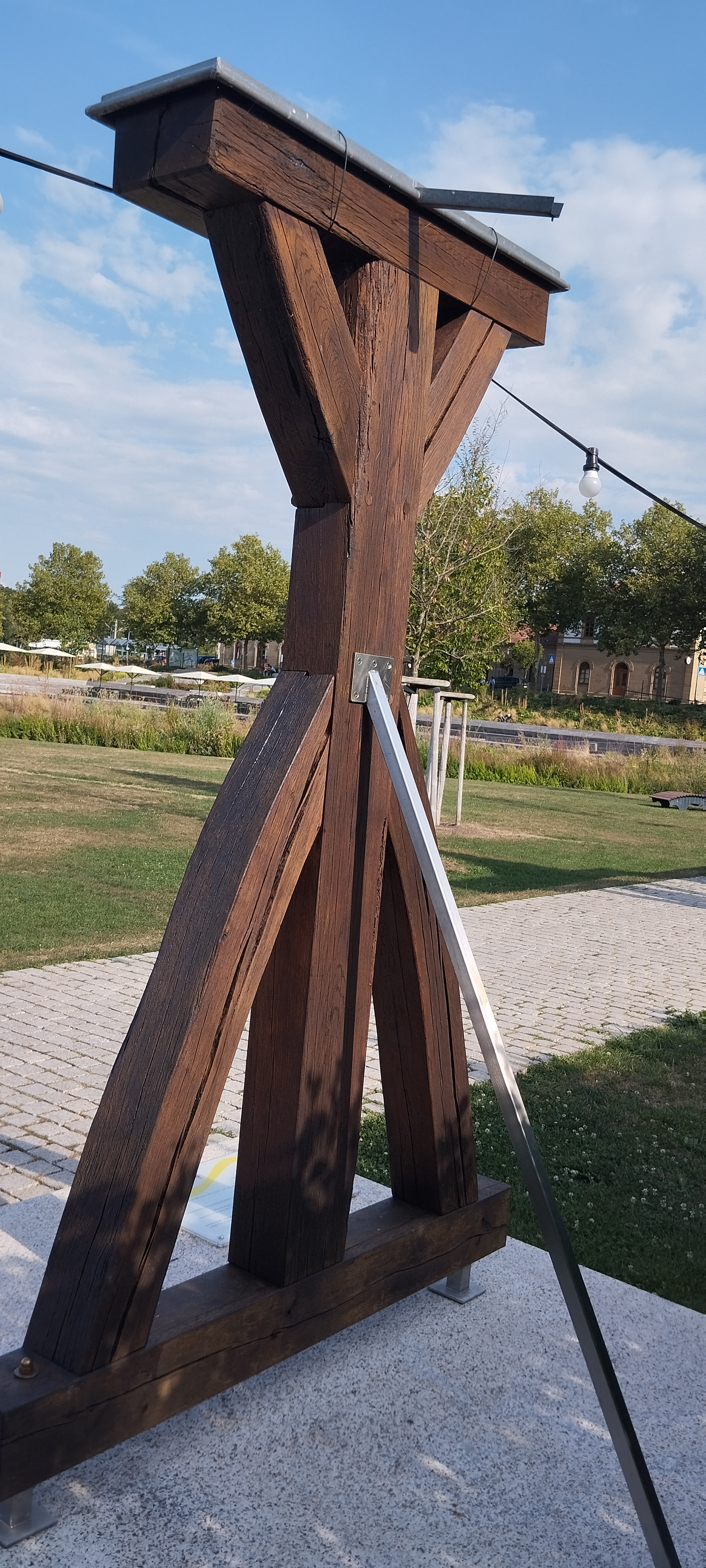
Femeia alamană (vedere din spate a îmbinărilor)
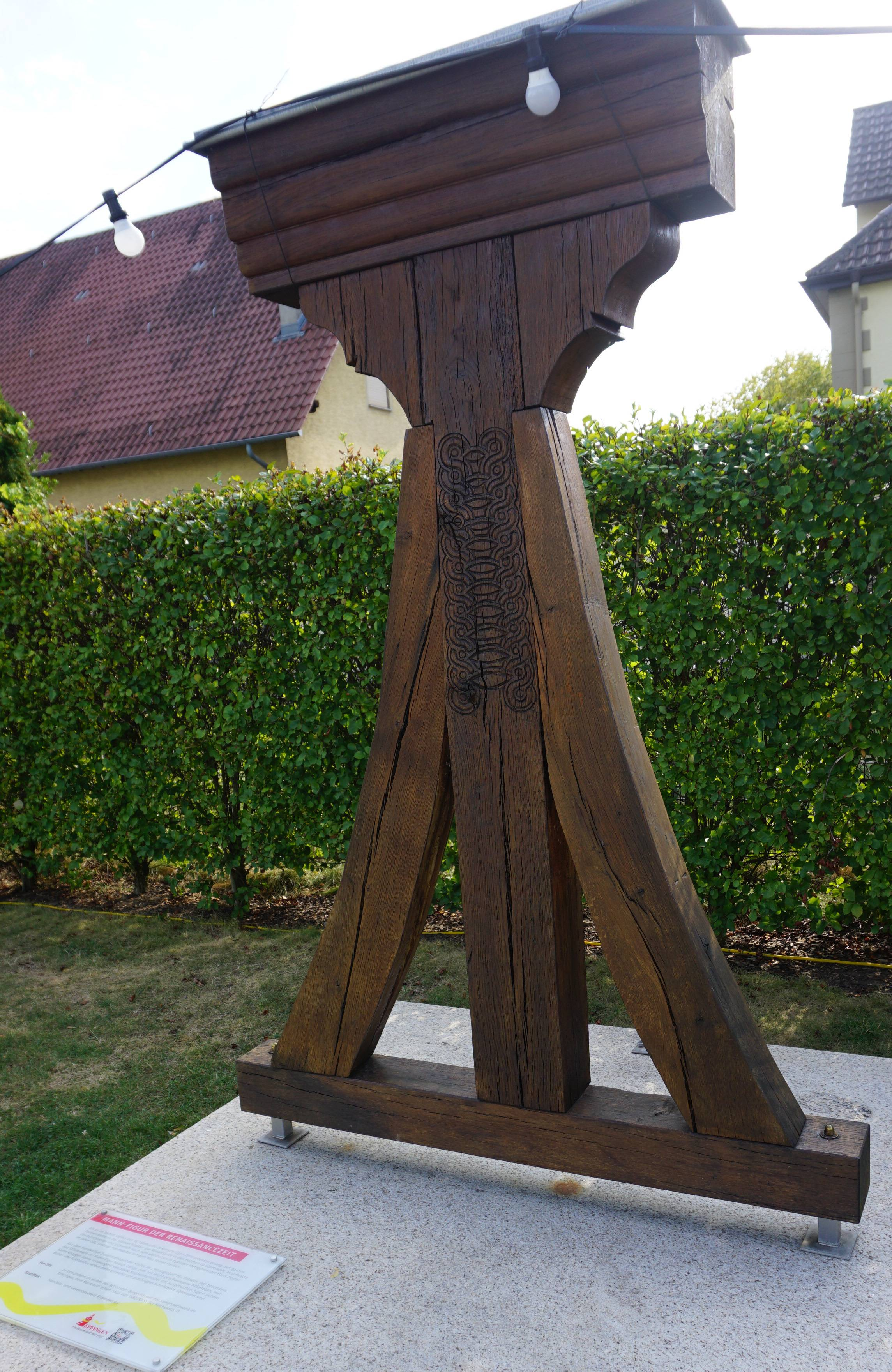
Bărbat francon, figură de paiantă